# باريس أريولس
باريس أريولس (بالإنجليزية: Arulius barb) ، تنتمي لعائلة شبوطيات ، موطنها الأصلي جنوب شرق الهند .